# Eumichtis pallidofasciata
Eumichtis pallidofasciata là một loài bướm đêm trong họ Noctuidae.